# 签证

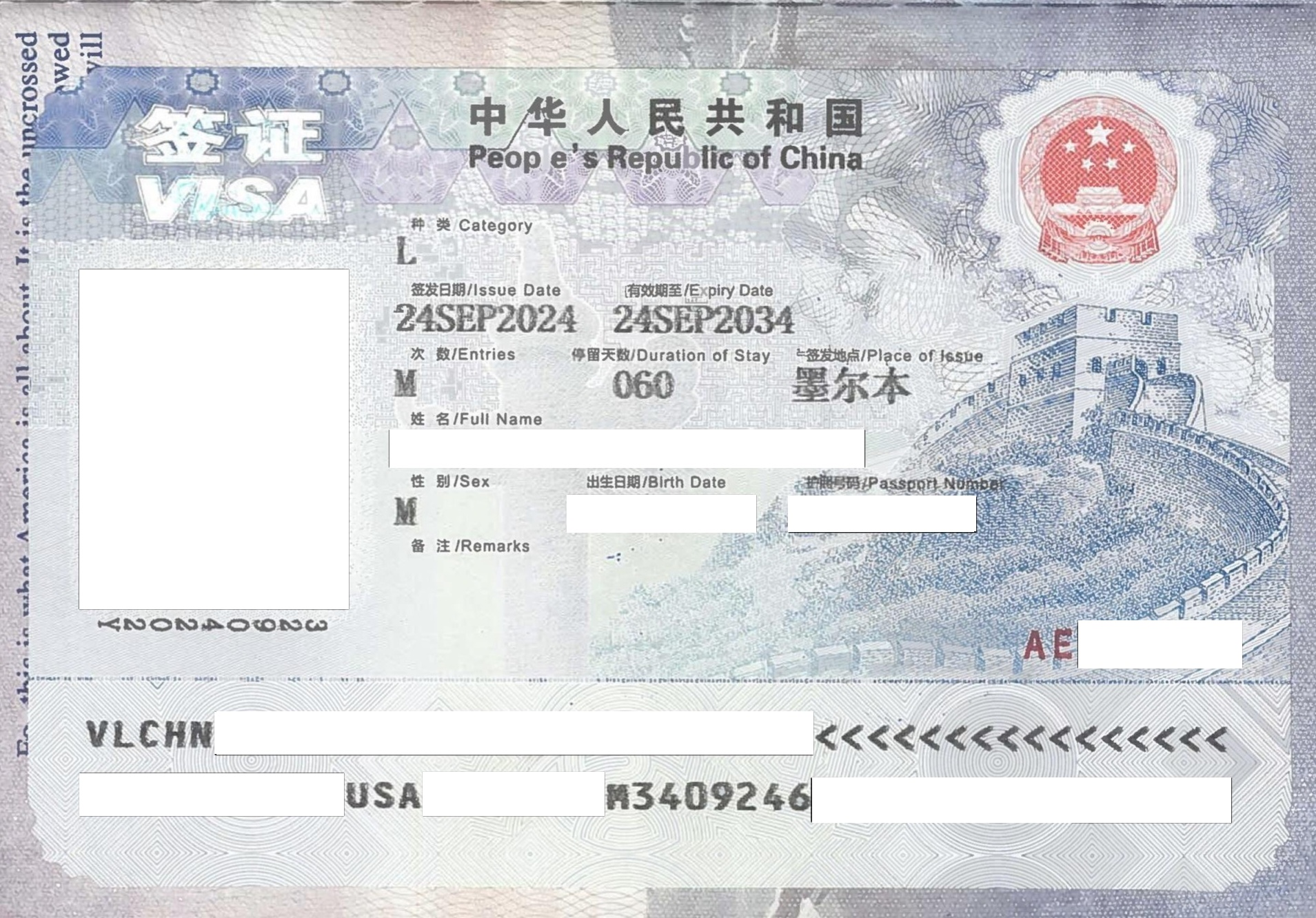
中华人民共和国驻墨尔本总领事馆签发的旅游签证

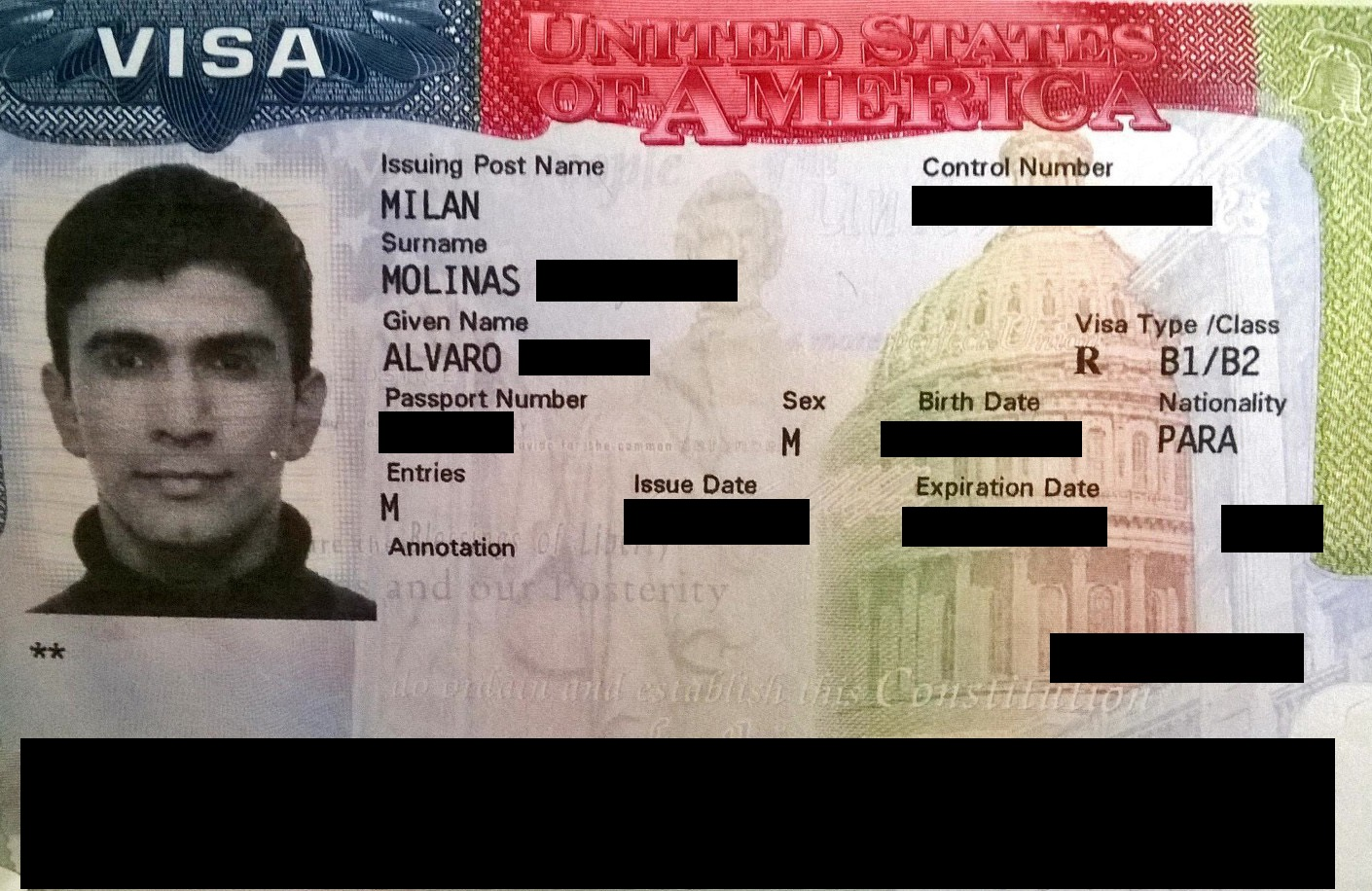
美利坚合众国商务/旅游签证样本

簽證（英語：Visa）是一个國家或地区的行政机关在非本国或地区的公民所持的護照或其他旅行证件上的签注、盖印、附文（如另纸簽証），以示允许其进入、中转或离开本国国境的手续。一国政府会对另一国家的公民推出簽証优惠政策，有時是單方面的，以便於進行人員交流。
簽證的英語名稱中，取自拉丁語所稱的（看到的文件）。

## 类别
各国政府为了便于管理，通常会根据外国人的入境目的颁发不同的签证，包括：
- 过境签证（Transit Visa）：用于中转交通工具回国或前往第三国，此种签证需要檢查下一航班的機票，通常允许持证人停留72小時至7天以内不等，并禁止从事工作，有些會允許城市旅遊，部分國家則是限制活動範圍。有些國家會發放一般的旅遊、商務簽證代替。
- 旅遊签证（Tourist Visa）：用于旅游观光，此种签证通常允许持证人停留15到90天以内，并禁止从事工作。有些國家會接受以團體旅遊的方式集體為每個人申請，而個人自由行則視各國額外規定申請。
- 商務签证（Business Visa）：用于从事短期商务活动（如商务洽谈、合作、表演）等，其属性与旅游签证类似，但有些可能會有獲取報酬的情況。
- 工作簽證（Working Visa）：允许外籍人士从事工作，此类签证有效期通常较长。部分国家不签发此类签证，需要由申请人向劳工部门申请工作准证。
- 學生簽證（Student Visa）：允许外籍留学生在本國接受教育使用，此类签证有效期一樣會较长，可以滯留到畢業。对于持证人是否允许打工，各国规定不一。
- 工作假期簽證（Working Holiday Visa）：允许旅行者出于弥补其旅行资金的目的而在签证颁发国受雇工作，一般是雙方均有簽訂協約才會提供。
- 配偶簽證（Spousal Visa）：用于公民的外籍配偶入境之用，不過若是女性則可能會檢查是否懷有身孕。
- 外交簽證（Diplomatic Visa）或公务签证（Official Visa）：供外国國家元首、外交官或眷屬使用。
- 禮遇簽證（Courtesy Visa）：用于政府邀请的外国客人或傑出人士。
- 記者簽證（Journalist Visa）：用于重大活動邀请的外国記者媒體。
- 居留簽證、移民簽證（Immigrant Visa）：得到該簽證後才能申請該國國籍
- 退休簽證（Pensioner Visa）：提供給老年移民或依親使用
- 特別類簽證（Special Category Visa）：戰爭的難民等等可能會取得此類特殊簽證
- 電子簽證：最早出現在澳大利亞；此外還有香港曾經辦理過的「網上快證」等類似措施。
- ID身份证（ID Card）
- 落地簽證（On-arrival Visa）：在抵达该国时向移民部门申请，短时间就可得到，不能跟入境卡混淆。
- 另纸签证：

通常都是獨自發放的紙張，入境時邊檢機關會將戳章蓋到此簽證及入境卡上而非蓋到護照上，出境時收回；如朝鲜簽證、以色列簽證、古巴簽證（仅限旅游签证及部分商务签证，古巴留学签证及探亲签证仍贴在护照签证页）、新加坡签证（仅限旅游）、寮國簽證、越南簽證（僅針對中國大陸護照持有者，參見「中國電子普通護照爭議」）、中国政府向来自有主权争议的印度阿鲁纳恰尔邦（中国称藏南地区）的居民发放的装订签证及日本的渡航證明書等。
此類型簽證不能跟入境卡混淆。
- 反签证明

## 优惠待遇

### 免簽證
在有高度互信时，各国政府有时会允许对来自特定国家的公民无需办理签证即可停留特定的日期，所以可以持任何理由直接進行短期停留，不需要依照規定预先填寫簽證申請表或繳纳簽證費用，唯國家仍然可以透過海關當面檢查，决定是否允許入境，以及保留進行指紋採集的權力。此外拥有免簽权利的旅行者，还可以進出任意外國口岸，方便出入境的安排。
- 無限制逗留類型：此种情况常见于区域性合作组织或签订了相关外交条约的国家。多個國家組成一個區域性組織，各成員國的國民，可免簽證入境其它成員國旅遊觀光，甚至就學、就業、投資營商、永久居住。
  - 例一：歐洲有簽署申根公约之國家（包括歐盟多數成員國與非歐盟成員國的瑞士、列支敦斯登、冰島和挪威）的國民，可以免簽證入境其它成員國旅遊觀光、就業、就學、投資營商，亦無逗留期限，可永久居住。申根成员国之间亦没有任何边境检查。
  - 例二：根据1950年印度与尼泊尔签订的《印度-尼泊爾和平与友好条约》，双方公民可免签证进入对方国家无限期停留居住，也可以从事工作。
  - 例三：根据1949年印度与不丹签订的《1949協議》，双方公民可免签证进入对方国家无限期停留居住，也可以从事工作。
  - 例四：根据1920年斯瓦尔巴条约，缔约国可免签证进入斯瓦尔巴群岛无限期停留居住，也可以从事工作。
  - 例五：根据1997年俄罗斯与白俄罗斯签订的《白俄罗斯和俄罗斯联盟条约》，双方公民可在俄白两国间无限制逗留，自由生活和定居。
  - 例六：根據1973年澳大利亞與紐西蘭簽訂的《環塔斯曼旅遊協議》，紐西蘭公民入境澳大利亞時憑藉護照會直接發予「特殊種簽證」，可憑此簽證快速通關。澳大利亞公民則可直接入境紐西蘭。但双方公民皆可在紐澳两国间无限制逗留，自由生活和定居。
  - 例七：英愛共同旅行區於1922年成立，英國公民和愛爾蘭公民只需要最低限度的證件就可以自由移動到對方國家，並可無限期在當地工作、定居及自由生活。
- 互免簽證，限制居留類型：當兩國關係良好互信、人員交流頻繁、摩擦衝突不多、商業上具有重要關係時，雙方互予對方國民免簽證入境待遇。但此類免簽證通常有一定限制，例如免簽證入境者，入境目的只限觀光旅遊、探視親友、轉駁航班或其它交通工具等，不可受僱工作、就學、投資營商等；亦有居留期限，一般為从15天至180天不等。如須長期居留、或/及入境目的為受僱工作、就學、投資營商等，通常仍須申請並獲批簽證。有時雖然兩國互免簽證，但免簽證可居留的期限卻不相同。互免签证时，两国通常签订了相应的外交条约。
  - 例一：中華人民共和國政府与巴哈马政府签订了互免签证协议，根据协议内容，中国公民可在巴哈马免签证居留最多30天，巴哈马公民同样也可以免签证在中国大陆地区居留最多30天。[1]
  - 例二：中華民國國民可免簽證進入日本國或大韓民國，每次可居留最多90天。同样，日本國國民或大韓民國國民亦可免簽證進入中華民國，每次亦可居留最多90天。
- 單方面給予他國免簽證，有規定限制居留：甲國不予乙國免簽證待遇、嚴重者甚至不接受乙國國民入境，但乙國卻單方面予甲國免簽證待遇，造成甲國國民可免簽證入境乙國，反之乙國國民須申請並獲批甲國簽證，方可進入甲國，嚴重者甚至不可進入甲國的不對等不公平情況。這可能是因經濟原因，通常是發展中國家為吸引發達國家的國民前來觀光旅遊及投資，逐單方面容許發達國家的國民可免簽證進入本國；但發達國家通常會憂慮發展中國家的國民湧入作非法就業、非法滯留、並帶來治安惡化等問題，故較少會給予發展中國家免簽證待遇，反之更會對發展中國家國民的簽證申請作較嚴格審查。有些國家則因政治或宗教取向，較為封閉內向，對他國國民進入本國的態度較為保守、甚至抗拒，故不允許他國國民免簽證進入；亦有些國家十分重視收取他國國民簽證申請費所帶來的金錢收入。凡此種種原因，都有可能促成這種單方面給予他國免簽證的不對等不公平待遇。另外，即使某國單方面予他國免簽證待遇，通常也有一定限制——例如免簽證入境者只可短期居留，目的只限觀光旅遊等，和前述互免簽證的情況類同。
  - 例一：牙买加政府宣布中華人民共和國公民，可以免签证进入牙买加停留30天，但是中華人民共和國并没有为牙买加公民提供签证优惠政策，因此牙买加公民如需前往中国仍需提前办理签证。[2]
  - 例二：中華人民共和國政府宣布日本公民可以免签证进入中国大陆停留15天，但是日本政府并没有为中国公民提供签证优惠政策，因此中国公民如需前往日本仍需提前办理签证。[3]
- 特殊情况下的免签证：在特殊时期或因特殊原因采取的对部分或全部外国公民采取的免签证措施，此类政策大多是一国政府单方面实施的。
  - 例一：部分国家曾在舉辦世界博覽會、世界盃足球賽、奧運會等大型國際活動期間，對特定持有選手證、團員證、職員證、观众门票等票证的外国公民免签证。
  - 例二：根據澳洲與巴布亞新幾內亞簽訂之《托雷斯海峽條約》，居住於托雷斯海峽附近的巴國公民，可於澳洲指定區域內自由進出，無須提前申請簽證；反之亦然[4]。

### 落地签证

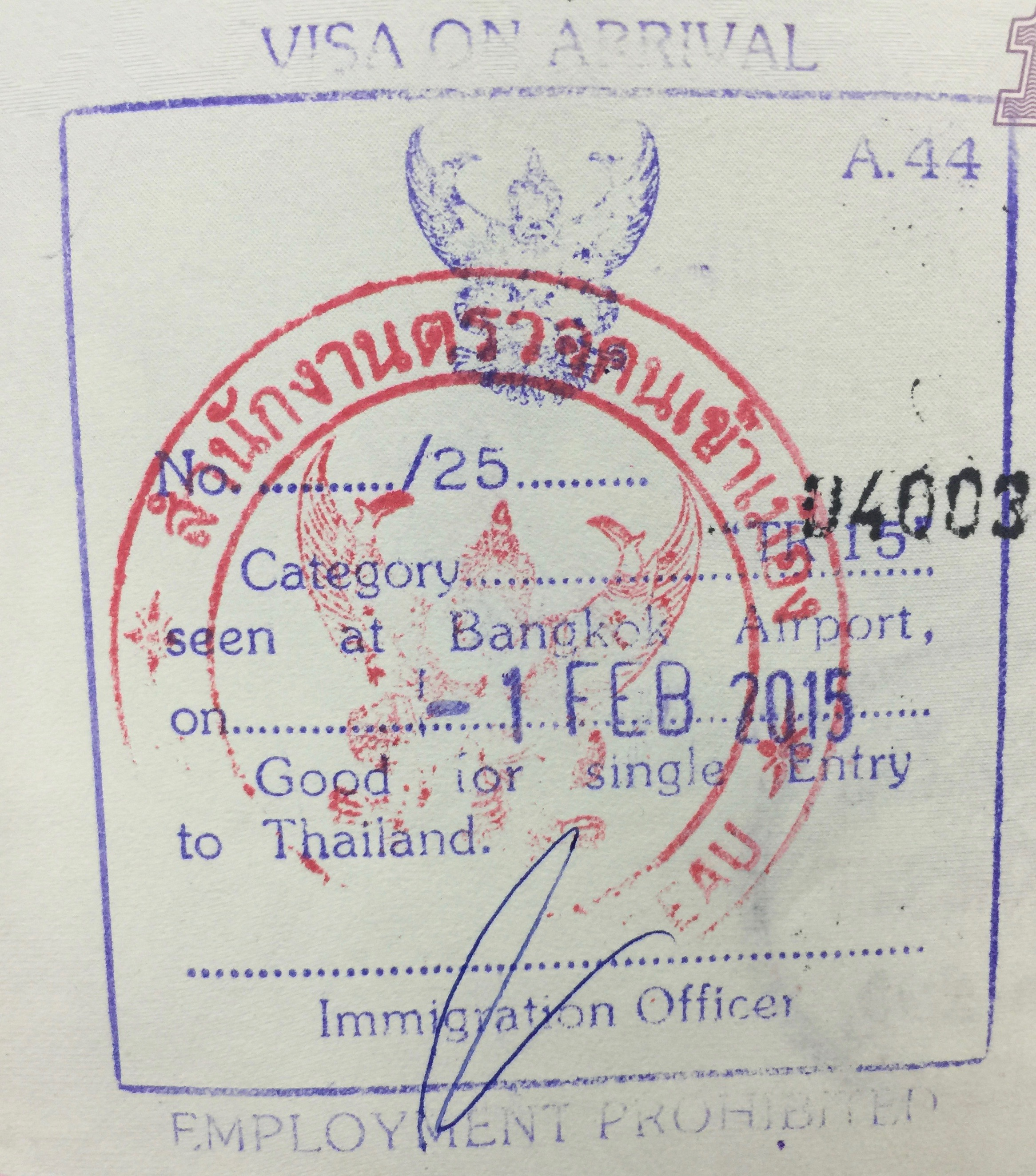
泰国印章式落地签证

落地签证也称口岸签证，是指申请人无需在出发前获得目的国的签证，出于发展旅游业、促进国际交流等目的，雖然方式已經類似於免簽證，但因為並非真正的免簽證，詳細規定仍然較為嚴苛，且需填寫和查驗資料以報備入境，符合的護照持有者在抵达目的国口岸时，需向其移民部门申请签证并接受审查，政策通常是針對短期入境旅客要求，故需準備好出示現鈔或是旅遊計畫、信函等相關物品，此外落地签证通常需要旅客付费，并在特定的入境口岸办理。相对于通过驻外机构（大使馆等）办理签证，在機場港口办理落地签证很方便，所需的时间相对较短且通过率较高，特別是團體旅遊入境的時候就可以很容易地獲得。
落地签证通常是一国政府单方面实施的，在办理时一般需要申请人提供有效护照、证件照、签证申请表、聯絡方式、住宿证明、离境机票以及财力证明（如足量該國貨幣）等充分的材料，有时还会对申请人提出特别要求（比如需要持有當地邀请函或各式證照等），若非以旅行團名義，最好需要在充分了解政策详情之后，方可準備充分的申请文件，在海關展示旅行規劃等資料來順利取得入境許可，以免耽误行程甚至被拒绝。
以泰国为例，泰国允许中国大陆、印度、墨西哥等国的國民可以現場辦理落地簽證直接入境泰國，可停留15天。落地簽證不能延長逗留日期。2016年9月27日起，泰國落地簽證的辦理費用将由1,000泰銖增加至2,000泰銖。为刺激泰国的旅游业，从2018年11月15日至2020年4月30日，办理落地签证的旅客可免付签证费。

### 电子签证

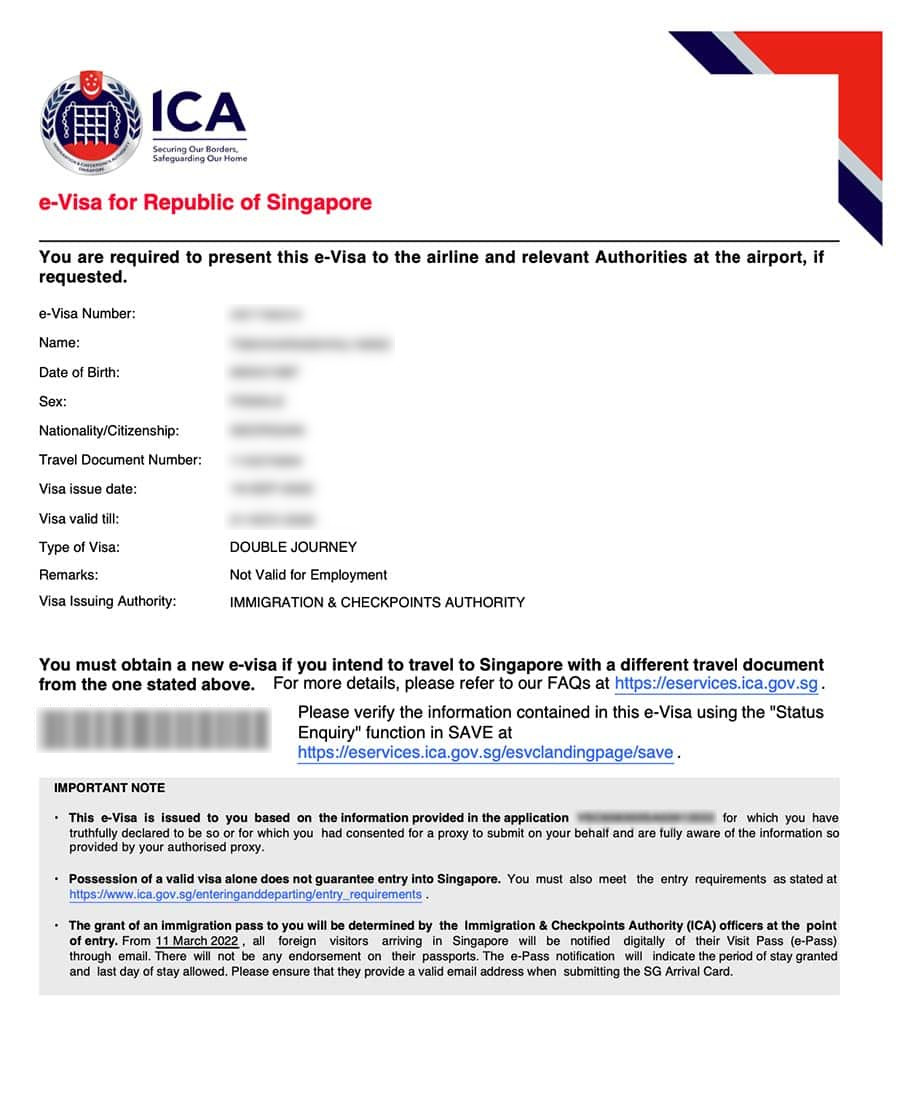
新加坡电子签证

电子签证是通过互联网签发的签证，方式比较简单，有利于政府部门提高審查效率，也可以为申请人提供便利。申请电子签证时申请人需要在目的地国家架设的网站上填写个人信息并线上缴纳签证费即可取得。另外，电子签证通常不需要被粘贴在护照上，省去了辦理簽證時信件寄送的麻煩，入境时边检部门凭借网络上预存的信息即可作出判断，或者允许采用自助通关。有些国家的电子签证并不要求申请人满足特殊条件，与落地签证类似；但有些则需要申请人提供诸如收入、发达国家的定居证明等额外条件。目前提供电子签证的国家有澳大利亚、新西兰、斯里兰卡、马尔代夫、越南、柬埔寨、马来西亚、新加坡、土耳其等。

### 護照限制指數
Henley & Partners每年根据国际空中交通协会的数据发布护照限制指数，2022年第1季的排名如下。
| 排名 | 普通护照所属的国家和地区                    | 免签、落地和電子签证的国家和地区数 |
| ---- | ------------------------------------------- | ---------------------------------- |
| 1    | 日本、 新加坡                               | 192                                |
| 2    | 德国、                                      | 190                                |
| 3    | 芬兰、 義大利、 盧森堡、 西班牙             | 189                                |
| 4    | 奥地利、 丹麦、 法國、 荷蘭、 瑞典          | 188                                |
| 5    | 愛爾蘭、 葡萄牙                             | 187                                |
| 6    | 比利时、 新西兰、 挪威、 瑞士、 英国、 美国 | 186                                |
| 7    | 、 加拿大、 捷克、 希腊、 馬爾他            | 185                                |
| 8    | 匈牙利、 波蘭                               | 183                                |
| 9    | 立陶宛、 斯洛伐克                           | 182                                |
| 10   | 爱沙尼亚、 拉脫維亞、 斯洛維尼亞            | 181                                |
| 18   | 香港                                        | 171                                |
| 32   | 中華民國                                    | 145                                |
| 33   | 澳門                                        | 144                                |
| 64   | 中华人民共和国、 阿曼                       | 80                                 |
| 111  | 阿富汗                                      | 26                                 |

## 签证限制
签证限制通常包括拒發簽證（拒签），即一國對特定國家的公民不發予簽證，此外有些国家对来自特定国家的公民会采取更严格的簽证审查措施。对外国人拒发簽证以及拒绝入境属于国家的主权行为，并且不一定要对外公开拒绝的理由。
- 敵對國家和地区：

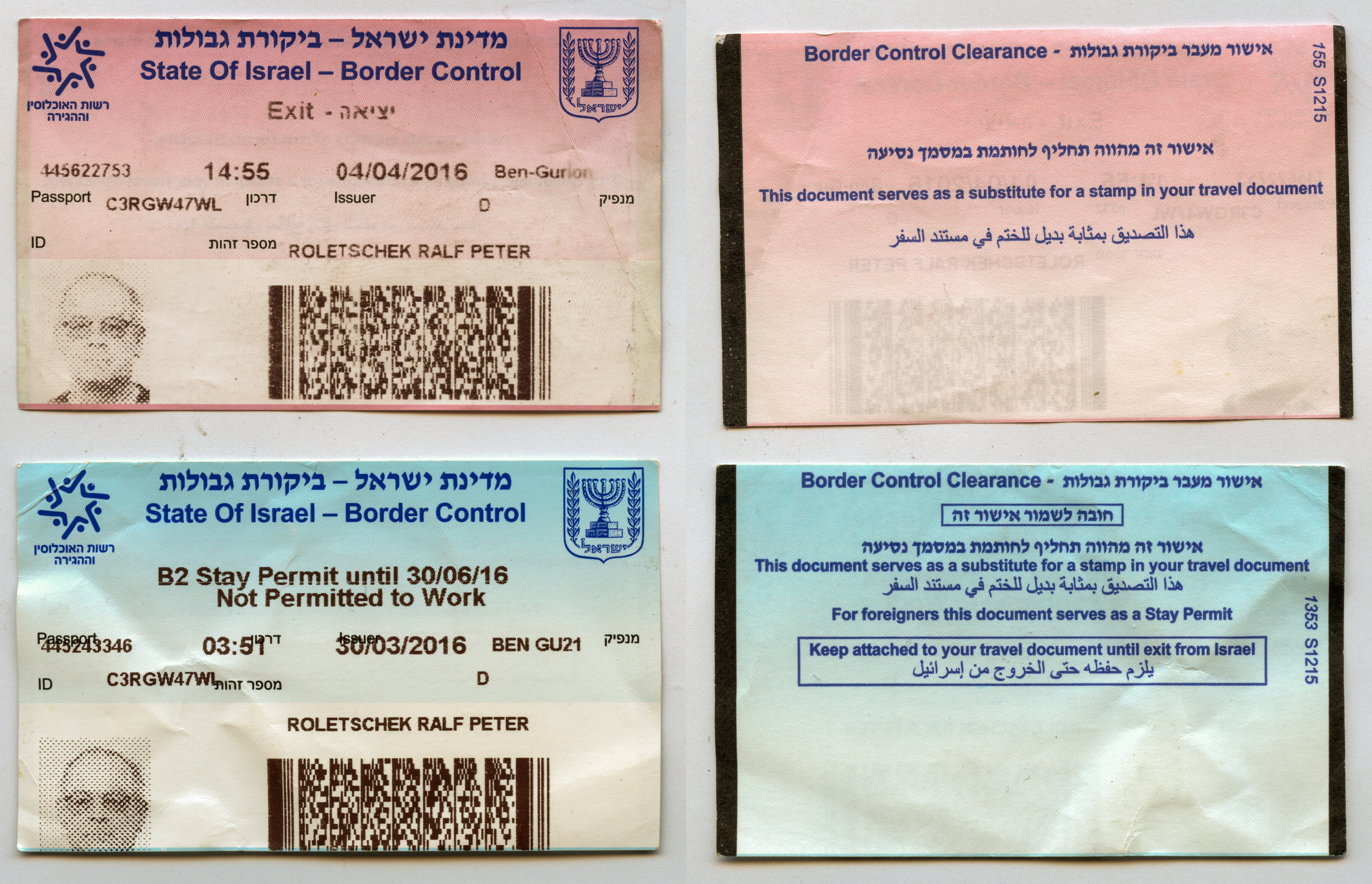
以色列出境卡与入境卡背面标注“此文件替代您旅行证件上的印章”（This document serves as a substitute for a stamp in your travel document），入境卡背面另标注“对外国人而言此文件作为居留许可”（For foreigners this document serves as a Stay Permit）

- - 例一：一部分伊斯兰教國家拒絕以色列國民、持有以色列护照者、以及護照上有曾訪問過以色列的記錄的第三國國民入境。而以色列同樣拒絕不承認國家地位的阿拉伯国家公民入境。因此有經驗及需要者，通常會持有第二本護照（若所屬國家及地區容許），以方便出入阿拉伯國家；同时以色列方面为减少旅客不便，会安排边防人员另备纸张用作盖印[9]；唯现时前往中东地区的游客，大部分会选择先游览阿拉伯国家，之后再游览以色列以避开签证限制。
  - 例二：中華民國與中華人民共和國之關係，即兩岸關係，兩岸雖然現在政治、軍事和經濟等等較過去和善，但因為雙方的憲法不承認對方為主權獨立之國家，故中華民國國民（即臺灣人和福建金門馬祖居民）出入境中國大陸，無法直接以中華民國護照出入境，必需搭配臺灣居民來往大陸通行證（俗稱臺胞證），中華民國內政部移民署在出境時蓋出境許可章，入境時蓋入境許可章，中華人民共和國國家移民管理局不會在中華民國護照上蓋出入境章，最多拿來審查。同時，中華人民共和國會對赴台人士實施申办签注政策。
另外，中華民國对中華人民共和國施行的出入境政策如下：

中國大陸人民出入境中華民國台澎金馬地區，需向國家移民管理局申辦往來臺灣通行證（俗稱大通證或陸胞證），然後申辦簽注，簽注即為核可出入境證明，再向中華民國內政部移民署申辦中華民國臺灣地區入出境許可證（俗稱入臺證），憑這兩份證件才可出入境往中華民國台澎金馬地區。中華民國內政部移民署只會審查大通證，出入境章是蓋在入臺證。
港澳地區因實施一國兩制，出入境制度與中國大陸不同，故中華民國施行的方式也不同：香港護照和澳門護照持有者，只需申辦港澳人民的入臺證和護照即可出入境中華民國。持中華民國護照出入境香港，需先在香港特別行政區入境事務處的網站免費申辦臺灣居民預辦入境通知書，搭配兩份才可出入境。如不申辦臺灣居民預辦入境通知書，可使用臺胞證替代臺灣居民預辦入境通知書。
出入境香港，中華民國內政部移民署只會在中華民國護照蓋出入境章，入境事務處最多審查中華民國護照，不會在中華民國護照蓋出入境章，是蓋在臺灣居民預辦入境通知書或審查臺胞證。
出入境澳門，中華民國內政部移民署會在中華民國護照蓋出入境章，澳門特別行政區治安警察局出入境事務廳不會在中華民國護照蓋出入境章，仅会发出電腦列印的入境申報表。
  - 例三：日本因不承认朝鲜民主主义人民共和国为合法政权以及对朝鲜的制裁，拒绝朝鲜公民入境和过境。[註 1]
  - 例四：美国目前对有朝鲜、伊朗、叙利亚等部分国家的签证及入境记录的第三国公民会采取更严格的簽证审查措施。许多可免签证入境美国的国家的公民，如果有上述国家的签证及入境记录，则必须申请签证方可入境美国。
  - 例五：阿塞拜疆与亚美尼亚互相禁止对方国家的公民入境自己的国家，阿塞拜疆也禁止亚美尼亚裔外国公民入境阿塞拜疆。另外，如果其他国家的公民未经阿塞拜疆允许擅自进入纳卡地区和被亚美尼亚实际控制的阿塞拜疆领土（如上埃斯基帕拉、卡尔基、索富卢和巴庫達利等，均为外飞地），将会被阿塞拜疆永久拒绝入境，并列入“不受欢迎人物名单（英语：List of people declared personae non gratae in Azerbaijan）”。
  - 例六：申根區國家、加拿大及美國因不承認俄羅斯併吞烏東佔領區，拒絕上述地區簽發的俄罗斯护照持照人入境[10][11][12]；此外，自俄羅斯全面入侵烏克蘭後，部分北歐、東歐國家更拒絕所有俄羅斯公民入境[13][14]。
- 政治隐私（情報管制，国家安全等）：
  - 例一：中國大陸政府對對其有批判報道的外國媒體抵華有时不予發行簽證；除了中國大陸簽證、回鄉證與台胞證外，進出西藏的台灣地区居民和外國人仍需向自治區旅游當局申辦入藏函，方可進出西藏，而入藏函的審查會在進出西藏与他省的检查站、各地機場或青藏鐵路列車上實施。
  - 例二：利比亞在自2007年11月11日以後的一段時期，對護照上無阿拉伯文併記的外國人不予通關。
  - 例三：由於英国海外领地阿森松岛設有大量軍事及情報設施，自2015年5月起不再向部分有爭端国家/地區的公民发放入境签证。首批被禁入境的包括白罗斯、中国大陸、埃及、伊朗、利比亚、朝鲜、俄罗斯、叙利亚、乌克兰和越南；2017年起香港、澳门和台湾居民也被剥夺了获得入境签证的机会。
- 宗教因素：
  - 例一：沙烏地阿拉伯對非穆斯林的個人觀光訪問限制性發行簽證。對穆斯林，只限“巡礼簽證”，而在每年都爾黑哲月期間，世界各地穆斯林會大舉前往麥加朝覲，沙國當局會發放僅於朝聖月有效的朝聖簽證，順便篩選穆斯林身份入境至鄰近麥加的吉達國際機場；對非穆斯林來觀光則有限發行旅行簽證；但同為伊斯蘭國家的阿拉伯聯合大公國、土耳其、馬來西亞和印度尼西亞等國，為了吸引外來投資與觀光客，簽證上對宗教層面的限制較少。
  - 例二：以色列當局針對海外猶太人實施「回歸法」，一律推定海外猶太人皆為以色列僑民，並減少海外猶太人進入以色列的限制；然而，以國當局對非猶太人，甚至是穆斯林的入出境有差別待遇（外交人員除外），參見上文「敵對國之間的情況」。
- 社会因素：甲國有眾多來自乙國的非法就業、非法滯留者，並帶來治安惡化等問題：甲國對乙國國民的簽證申請的審査通常會嚴格化，如果措施不當，乙國或會對甲國實行報復性實行嚴審發證。
  - 例一：美國方面在美墨邊界或其他出入境口岸，會針對拉丁美洲的人民進行較嚴格的出入境審查，因為墨西哥、巴拿馬、哥倫比亞等地盛行走私與毒品；此外美國法律規定不論父母國籍為何，凡在美國出生的嬰兒皆為美國公民，因此美方會嚴格限制臨盆孕婦入境生產使小孩一生下來就成為美國人。這也是美國第45、47任總統唐納·川普為何說將要取消美國屬地主義的緣由。[15][16]
  - 例二：香港於2000年代起面臨從中國内地大舉南下的水客（跑單幫者）、雙非家庭與孕婦所帶來的問題，造成奶粉、食品和醫療資源被南下内地人攫取，故在香港各口岸會嚴審大陸人來港目的。同時，中國内地也會嚴厲打擊來自香港的水客（跑單幫者）。不过随着深港口岸的电子通道的普及，加上陆港双方的强力执法，现在香港各口岸严审内地人来港目已经大大降低。
  - 例三：台灣由於大量吸引了外籍勞工與外籍配偶抵台工作和定居，卻也產生了非法移民及勞工的問題，故每年有一定數量的非法外勞與假結婚真賣淫者被遞解出境。
  - 例四：2018年越南旅行團至台灣旅遊集體脫團事件之中，由於當時旅客的簽證還沒到期而無權留人也無法遣返，直到同年12月22日將他們的簽證註銷才得以介入。
  - 例五：為預防旅客脫團，持旅遊簽證者會有可能要求看旅客的回程機票，才准入境。

## 出境许可

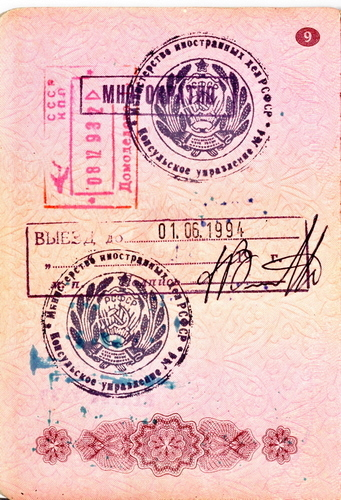
苏联出境签证

离开某些国家可能需要出境签证。许多国家会限制部分如欠款、疑似犯罪个人的出境能力。尽管如此，出境签证这一术语通常仅限于对公民实施系统性限制离境政策的国家，在这些国家，离境权并非自动获得。系统性地要求获得出境许可可能会被视为侵犯《世界人权宣言》所规定的行动自由权，该权利是习惯国际法的一部分。
实施出境签证的国家对获得出境签证的要求各不相同。有些国家允许外国人自由流动，但限制本国公民；其他国家可能会将出境签证要求限制在持有工作签证在该国居住的外国人，例如卡法拉制。
乌兹别克斯坦于2019年废除出境签证，是最后一个废除该制度的前苏联国家。

## 相關
- 一簽多行：亦称为多次签证，持證人可以一次申請獲多次边境出入權，較「一簽一行」方便。
- 出入境自由